# NGC 2756
NGC 2756 é uma galáxia espiral (Sb) localizada na direcção da constelação de Ursa Major. Possui uma declinação de +53° 50' 55" e uma ascensão recta de 9 horas, 09 minutos e 00,9 segundos.
A galáxia NGC 2756 foi descoberta em 18 de Março de 1790 por William Herschel.